# Paid in Full (film 2002)
Paid in Full è un film statunitense del 2002 diretto da Charles Stone III, ed interpretato da Wood Harris, Mekhi Phifer e Cam'ron. 

## Trama
"Paid In Full" è basato sulla vita di AZ (Ace), Rich Porter (Mitch) e Alpo (Rico), tre tra i più grandi spacciatori di Harlem degli anni 80.
Ace è un giovane che vive con sua madre e sua sorella nel ghetto di Harlem e lavora in una lavanderia. Il fidanzato di sua sorella, Calvin, è uno spacciatore di cocaina di successo mentre Mitch, il migliore amico di Ace, è un popolare spacciatore. Nonostante entrambi promettano una vita di soldi facili, macchine costose e donne, Ace decide di vivere una vita rispettosa della legge. Tuttavia un giorno, mentre è al lavoro, Ace trova della cocaina nei pantaloni di uno dei suoi clienti: Lulu. Lulu è un fornitore di cocaina e lascia che Ace tenga la droga. Quando Calvin viene arrestato per spaccio, Ace incontra uno dei suoi clienti e gli vende facilmente la cocaina. Impressionato per il facile guadagno, Ace torna da Lulu per altra cocaina da vendere.
Lulu ha una fornitura di cocaina di altissima qualità che Ace vende per strada a basso prezzo, attirando rapidamente i clienti dagli altri spacciatori. Ace inizia a vendere all'ingrosso il suo prodotto ad altri rivenditori nel quartiere, credendo che tutti possano fare soldi ed essere felici. Nel frattempo, Mitch viene arrestato per aver ucciso un rapinatore che ha derubato uno dei suoi spacciatori. Quando scoppia una rissa tra Mitch e un altro detenuto, Mitch viene aiutato dal detenuto Rico che impressiona Mitch con la sua ferocia e con la sua fedeltà. Mitch è in grado di vincere la causa in tribunale e sia lui che Rico si uniscono all'impero della droga di Ace una volta scarcerato. Il trio diventa ricco, comprando auto straniere, gioielli e champagne. Ace mantiene un profilo basso, ma Mitch ritorna alla sua vita come popolare imbroglione mentre Rico è uno spietato garzone che preoccupa Ace con il suo comportamento troppo zelante.
Quando Calvin viene rilasciato dalla prigione, Ace accetta di dargli dei prodotti da vendere nel suo vecchio giro di droga, ma Calvin diventa rapidamente insoddisfatto di quella che sente essere una posizione marginale. Quando Ace si rifiuta di lasciare che Calvin gestisca altre zone, Calvin si vendica tentando di rapinarlo nell'appartamento di sua zia June, tenendo June e Dora in ostaggio. Quando Ace non è in grado di aprire la cassaforte, June e Dora vengono giustiziate da Calvin mentre un altro socio spara ad Ace in testa, lasciandolo apparentemente morto. Nonostante le ferite, Ace sopravvive e decide di lasciare il traffico di droga.
Rico cerca di placare le preoccupazioni di Ace rivelando che ha ucciso Calvin per mostrare ai potenziali nemici che l'organizzazione è forte. Ace è fortemente in disaccordo con l'iniziativa di Rico e rimane fermo nella sua posizione di ritirarsi. Mitch comprende il punto di vista di Ace secondo cui il gioco della droga non ricambia amore o generosità, ma Mitch decide di rimanere nel gioco della droga perché ama quel mondo. Ace decide di lasciare che Mitch e Rico prendano il sopravvento, giurando di presentare Mitch al suo fornitore di droga.
Mentre Ace si sta riprendendo, il fratello minore di Mitch, Sonny, viene rapito per un riscatto. Mitch si rivolge ad Ace che gli fornisce abbastanza cocaina per pagare il riscatto di Sonny e consentire a Mitch e Rico di riprendere gli affari. Mitch arruola Rico per aiutare a vendere la cocaina per pagare il riscatto, ma Rico invece uccide Mitch e ruba la cocaina. Sospettoso, Ace interroga Rico che afferma di non aver visto Mitch il giorno in cui è stato ucciso. Ace sa che sta mentendo e risolve la questione dandogli il contatto con un paio di agenti dell'FBI sotto copertura con cui aveva parlato ed evitato in precedenza. Rico viene arrestato e viene visto per l'ultima volta in custodia fornire informazioni sui suoi rapporti con la droga per evitare una condanna all'ergastolo.

## Riconoscimenti
- 2003 - Independent Spirit Awards
  - Independent Spirit Award per il miglior film d'esordio